# 4e armée (Allemagne)
Pour les articles homonymes, voir 4e armée.
La 4e armée (4. Armee, en allemand) était une armée (ou regroupement d'unités militaires) de la Deutsches Heer (l'armée de terre allemande) pendant la Première Guerre mondiale, puis de la Heer (armée de terre de la Wehrmacht) lors de la Seconde.

## Seconde Guerre mondiale
La 4e armée (AOK 4) est activée le 1er août 1939 avec le Generalfeldmarschall Günther von Kluge aux commandes.

### Théâtres d'opérations

#### Invasion de la Pologne
La 4e armée est d'abord entrée en action lors de la campagne de Pologne de septembre 1939, faisant partie du Groupe d'armées Nord, dirigé par le Generaloberst Fedor von Bock. La 4e armée est formé du 2e et du 3e corps d'armée, chacun des corps comprenant deux divisions d'infanterie, le XIX. Armeekorps avec deux divisions motorisées et une blindée, le I. Grenzschutzkorps avec une division d'infanterie et deux divisions d'infanterie en réserve. Elle a été chargée de capturer le corridor de Dantzig et donc de réaliser la liaison de l'Allemagne continentale avec la province de Prusse-Orientale. Sous les ordres de Günther von Kluge, la 4e armée a achevé sa tâche sans trop de difficulté. Une partie de la 4e armée a attaqué le sud dans la région de Poméranie et l'autre partie a rejoint les forces allemandes à Varsovie.

#### Campagne de l'Ouest de 1940
Lors des différents plans élaborés de l'automne 1939 à l'hiver 1940, la 4e armée toujours sous le commandement de Kluge et d'abord sous l'autorité du groupe d'armées B, reçoit d'importantes missions et donc des forces conséquentes, notamment blindées, pour agir au sud de Liège à travers le nord de l'Ardenne, d'abord en direction de la plaine belge en passant au nord de Namur (pour tourner l'armée belge), puis au fil des plans l'effort qui lui est dévolu se déplace de plus en plus vers le sud, de part et d'autre de Namur. Finalement, placée sous le commandement du groupe d'armées A, entre la 6e armée au nord (du groupe d'armées B) et la 12e armée au sud, elle doit traverser le Nord de l'Ardenne avec deux divisions blindées en tête (XV. Armee-Korps) en direction de Dinant, lesquelles évoluent au nord de la Panzergruppe von Kleist (en avant de la 12e armée). L'armée doit franchir la Meuse entre Fumay et Namur exclus, elle doit ensuite poursuivre vers l'ouest (Chimay – Beaumont),.

#### Invasion de l'Union soviétique
La 4e Armée prend part à l'opération Barbarossa en 1941 sous les ordres du Groupe d'armées Centre de von Bock. Son but initial était de piéger autant de troupes soviétiques que possible autour de Minsk. La 4e Armée a réussi sa mission et a pris part à la capture de Smolensk. Cependant, l'insuffisance du réseau routier a contribué à l'enlisement du groupe d'armées et de la 4e armée. Le 19 décembre 1941, Kluge démissionne avec von Bock et le maréchal Walther von Brauchitsch Kluge est alors remplacé par le General der Gebirgstruppen Ludwig Kübler.
Après le lancement de l'opération Fall Blau, la 4e Armée et l'ensemble du Groupe d'armées Centre n'ont pas vu beaucoup d'action, alors que les troupes ont été concentrées au Sud. Cependant, dès 1943, comme le Groupe d'armées Centre était en pleine retraite, la 4e Armée a également déplacer ses troupes en arrière. La campagne de l'Armée rouge de l'automne 1943, l'Opération Souvorov (également connue comme la « bataille des routes ») a vu la 4e Armée repoussée vers Orcha et  Vitebsk.

#### Opération Bagration
1944 a vu la 4e Armée encore occupant des positions défensives à l'est de l'Orcha et de Moguilev dans la République socialiste soviétique de Biélorussie. La première offensive soviétique de l'été de cette année, l'opération Bagration, a été désastreuse pour la Wehrmacht, et surtout pour la 4e Armée. À compter du 22 juin, une écrasante offensive voit presque toute l'armée piégée dans une poche à l'Est de Minsk et détruite pendant la première semaine de juillet. Très peu d'unités ont réussi à s'échapper vers l'Ouest, celles qui l'ont fait ont été impliquées dans des tentatives désespérées pour stabiliser les lignes allemandes pendant le reste de l'été, après quoi la 4e Armée a nécessité une reconstruction complète.

#### Prusse-Orientale
Durant la fin de 1944-début 1945, la 4e armée, désormais sous le commandement du General der Infanterie Friedrich Hossbach, est chargée de la tenue des frontières de la province de Prusse-Orientale. L'offensive de la Prusse-Orientale par les Soviétiques, à partir du 13 janvier, a vu la 4e Armée progressivement reculer vers les côtes de la Baltique  sur une période de deux semaines et menacée d'encerclement. Hossbach et le groupe d'armées Centre de Georg-Hans Reinhardt, tentent de sortir de la Prusse-Orientale (défiant les ordres reçus et pour cela ils seront relevés de leur commandement) en attaquant en direction d'Elbing, mais l'attaque est repoussée, et la 4e Armée est de nouveau encerclée dans ce qui est connu comme la poche de Heiligenbeil.
La 4e Armée tient ses positions le long de la côte de la lagune de la Vistule et est finalement submergée par les attaques soviétiques à la fin du mois de mars. Les quelques forces restantes dans la région sont incorporées dans le groupe d'armées de la Prusse-Orientale commandé par Dietrich von Saucken, qui se rendit aux Soviétiques à la fin de la guerre en mai, un jour avant la capitulation de l'Allemagne nazie.

### Organisation

#### Commandants successifs
| Début            | fin              | Grade                      | Commandant               |
| ---------------- | ---------------- | -------------------------- | ------------------------ |
| 1er août 1939    | 19 décembre 1941 | Generalfeldmarschall       | Günther von Kluge        |
| 19 décembre 1941 | 20 janvier 1942  | General der Gebirgstruppen | Ludwig Kübler            |
| 20 janvier 1942  | 6 juin 1942      | Generaloberst              | Gotthard Heinrici        |
| 6 juin 1942      | 15 juillet 1942  | Generaloberst              | Hans von Salmuth         |
| 15 juillet 1942  | juin 1943        | Generaloberst              | Gotthard Heinrici        |
| juin 1943        | 31 juillet 1943  | Generaloberst              | Hans von Salmuth         |
| 21 juillet 1943  | 4 juin 1944      | Generaloberst              | Gotthard Heinrici        |
| 4 juin 1944      | 30 juin 1944     | General der Infanterie     | Kurt von Tippelskirch    |
| 30 juin 1944     | 7 juillet 1944   | Generalleutnant            | Vincenz Müller           |
| 7 juillet 1944   | 18 juillet 1944  | General der Infanterie     | Kurt von Tippelskirch    |
| 18 juillet 1944  | 29 janvier 1945  | General der Infanterie     | Friedrich Hoßbach        |
| 29 janvier 1945  | 27 avril 1945    | General der Infanterie     | Friedrich-Wilhelm Müller |

#### Chefs d'état-major
| Début             | fin             | Grade           | Commandant                                     |
| ----------------- | --------------- | --------------- | ---------------------------------------------- |
| 1er décembre 1938 | 25 octobre 1940 | Generalleutnant | Kurt Brennecke                                 |
| 25 octobre 1940   | 10 janvier 1942 | Generalmajor    | Günther Blumentritt                            |
| 10 janvier 1942   | 27 avril 1942   | Oberst          | Julius von Bernuth                             |
| 28 avril 1942     | 15 mai 1943     | Generalmajor    | Hans Röttiger (en)                             |
| 15 mai 1943       | 15 octobre 1943 | Oberst          | Sigismund-Hellmuth Ritter und Edler von Dawans |
| 15 octobre 1943   | 5 mai 1944      | Generalmajor    | Heinz von Gyldenfeldt (de)                     |
| 5 mai 1944        | 20 juillet 1944 | Oberst          | Erich Dethleffsen                              |
| 20 juillet 1944   | 15 août 1944    | Oberst          | Ludwig Heinrich Gaedcke (en)                   |
| 15 août 1944      | 15 février 1945 | Generalmajor    | Erich Dethleffsen                              |
| 15 février 1945   | 17 février 1945 | Oberst          | Ulrich Freiherr von Varnbüler und zu Hemmingen |
| 25 février 1945   | 5 avril 1945    | Oberst          | Heinz Langmann                                 |
| 5 avril 1945      | 27 avril 1945   | Oberst          | Ulrich Freiherr von Varnbüler und zu Hemmingen |

### Ordres de bataille
3 septembre 1941
- À la disposition de la 4e armée
  - 2/3 167e division d'infanterie
  - ¾ 263. Infanterie-Division
  - 10. Panzer-Division
- XII. Armeekorps
  - 1/3 167e division d'infanterie
  - 31. Infanterie-Division
  - 34. Infanterie-Division
  - 258. Infanterie-Division
- VII. Armeekorps
  - 197. Infanterie-Division
  - 23. Infanterie-Division
  - 267. Infanterie-Division
- XX. Armeekorps
  - 268. Infanterie-Division
  - 292. Infanterie-Division
  - 7. Infanterie-Division
  - 78. Infanterie-Division
- IX. Armeekorps
  - 137. Infanterie-Division
  - ¼ 263. Infanterie-Division
  - 15. Infanterie-Division

2 janvier 1942
- XXXX. Armeekorps
  - 19. Panzer-Division
  - 216. Infanterie-Division
  - 10. Infanterie-Division
  - 403. Sicherungs-Division
  - 56. Infanterie-Division
- XXXXIII. Armeekorps
  - 137. Infanterie-Division + Polizei-Regiment
  - 31. Infanterie-Division + SS-Infanterie-Regiment 4
  - 131. Infanterie-Division
  - 1/3 52. Infanterie-Division
- XIII. Armeekorps
  - 2/3 52. Infanterie-Division
  - 260. Infanterie-Division
  - 268. Infanterie-Division
- XII. Armeekorps
  - 263. Infanterie-Division
  - 17. Infanterie-Division
- LVII. Armeekorps
  - 98. Infanterie-Division + 19. Panzer-Division
  - 34. Infanterie-Division
- XX. Armeekorps
  - 10. Panzer-Division
  - 183. Infanterie-Division
  - 15. Infanterie-Division
  - 258. Infanterie-Division
  - 292. Infanterie-Division

22 avril 1942
- À la disposition de la 4e armée
  - Gruppe Fehn: Stab + 5. Panzer-Division + 15. Infanterie-Division
  - Divisionsstab 442 z.b.V. (avec Gruppe Gablenz)
  - Gruppe Artillerie-Kommandeur (Arko) 302 avec 1/3 31. Infanterie-Division
- XXXX. Armeekorps
  - Stab 331. Infanterie-Division (avec Luftwaffen-Gefechts-Verbände, Gruppe Ramm & Gruppe Reichelt)
  - 2/3 331. Infanterie-Division
  - 216. Infanterie-Division
  - 19. Panzer-Division + 1/3 331. Infanterie-Division + 131. Infanterie-Division
  - 10. Infanterie-Division
  - 403. Sicherungs-Division
  - 211. Infanterie-Division
  - Gruppe Schlemm (Luftwaffen-Verbande)
- XXXXIII. Armeekorps
  - Artillerie-Kommandeur (Arko) 133
  - 31. Infanterie-Division + 10. Infanterie-Division + 211. Infanterie-Division
  - 2/3 34. Infanterie-Division
  - 2/3 131. Infanterie-Division + 266. Sicherungs-Division
- XIII. Armeekorps
  - 137. Infanterie-Division
  - 263. Infanterie-Division
  - 260. Infanterie-Division
  - 52. Infanterie-Division
- XII. Armeekorps (avecGruppe Werner & Gruppe Haehnle)
  - 98. Infanterie-Division + 216. Infanterie-Division
  - 268. Infanterie-Division + 1/3 34. Infanterie-Division + 1/3 131. Infanterie-Division + 260. Infanterie-Division + 5. Panzer-Division + 10. Infanterie-Division + 17. Infanterie-Division + 23. Infanterie-Division
  - Luftwaffen-Verbände

15 novembre 1942
- À la disposition de la 4e armée
  - Divisionsstab 442 z.b.V.
  - Gruppe Hochbaum (403. Sicherungs-Division)
- LVI. Armeekorps (Gruppe Frigger, Gruppe Mertens)
  - 331. Infanterie-Division
  - Gruppe Schlemm (Luftwaffen-Verbande)
  - 10. Infanterie-Division
  - 267. Infanterie-Division
  - 19. Panzer-Division + Gruppe von Gablenz (403. Sicherungs-Division)
  - 52. Infanterie-Division
  - 131. Infanterie-Division
  - 216. Infanterie-Division
- XXXXIII. Armeekorps
  - 31. Infanterie-Division + 201. Sicherungs-Division
  - 34. Infanterie-Division
  - 137. Infanterie-Division
- XII. Armeekorps
  - 263. Infanterie-Division
  - 260. Infanterie-Division
  - 98. Infanterie-Division
  - 268. Infanterie-Division

7 juillet 1943
- À la disposition de la 4e armée
  - 183. Infanterie-Division
  - 253. Infanterie-Division
- LVI. Panzerkorps
  - 321. Infanterie-Division
  - 131. Infanterie-Division
  - 14. Infanterie-Division
- XII. Armeekorps
  - 267. Infanterie-Division
  - 260. Infanterie-Division
  - 268. Infanterie-Division
- IX. Armeekorps
  - 342. Infanterie-Division
  - 252. Infanterie-Division
  - 35. Infanterie-Division
- XXXIX. Panzerkorps
  - 337. Infanterie-Division
  - 95. Infanterie-Division
  - 129. Infanterie-Division
- XXVIII. Armeekorps
  - 246. Infanterie-Division
  - 52. Infanterie-Division
  - 197. Infanterie-Division
  - 256. Infanterie-Division

20 novembre 1943
- À la disposition de la 4e armée
  - 286. Sicherungs-Division
- XII. Armeekorps
  - Korps-Abteilung D (Divisionsgruppen 56, 262)
  - Kampfgruppe 35. Infanterie-Division
  - 342. Infanterie-Division
- XXXIX. Panzerkorps
  - 357. Infanterie-Division
  - 95. Infanterie-Division
  - 26. Infanterie-Division
- XXVII. Armeekorps
  - 18. Panzer-Grenadier-Division + 1. SS-Infanterie-Brigade
  - 25. Panzer-Grenadier-Division
  - 78. Sturm-Division
  - 197. Infanterie-Division

26 décembre 1943
- À la disposition de la 4e armée
  - 286. Sicherungs-Division
  - XXIII. Armeekorps
  - 267. Infanterie-Division + 110. Infanterie-Division
  - 95. Infanterie-Division
  - 260. Infanterie-Division
- XII. Armeekorps
  - 131. Infanterie-Division
  - Korps-Abteilung D (Divisionsgruppen 56, 262)
  - 35. Infanterie-Division
  - 342. Infanterie-Division
- XXXIX. Panzerkorps
  - 337. Infanterie-Division
  - 26. Infanterie-Division
  - 18. Panzer-Grenadier-Division
- XXVII. Armeekorps
  - 25. Panzer-Grenadier-Division
  - 78. Sturm-Division

15 avril 1944
- À la disposition de la 4e armée
  - 342. Infanterie-Division
  - 286. Sicherungs-Division
- XII. Armeekorps
  - 260. Infanterie-Division
  - 267. Infanterie-Division
  - 18. Panzer-Grenadier-Division + 267. Infanterie-Division + 260. Infanterie-Division
  - 31. Infanterie-Division
- XXXIX. Panzerkorps
  - 12. Infanterie-Division
  - 337. Infanterie-Division
- XXVII. Armeekorps
  - 26. Infanterie-Division
  - 25. Panzer-Grenadier-Division
  - 78. Sturm-Division

15 mai 1944
- À la disposition de la 4e armée
  - 286. Sicherungs-Division
- XII. Armeekorps
  - 260. Infanterie-Division
  - 267. Infanterie-Division
  - 18. Panzer-Grenadier-Division
- XXXIX. Panzerkorps
  - 31. Infanterie-Division
  - 12. Infanterie-Division
  - 337. Infanterie-Division
- XXVII. Armeekorps
  - 57. Infanterie-Division
  - 25. Panzer-Grenadier-Division
  - 78. Sturm-Division

15 juin 1944
- À la disposition de la 4e armée
  - 286. Sicherungs-Division
- XII. Armeekorps
  - 57. Infanterie-Division
  - 267. Infanterie-Division
  - 18. Panzer-Grenadier-Division
- XXXIX. Panzerkorps
  - 31. Infanterie-Division
  - 12. Infanterie-Division
  - 337. Infanterie-Division
  - 110. Infanterie-Division
- XXVII. Armeekorps
  - 260. Infanterie-Division + 57. Infanterie-Division
  - 25. Panzer-Grenadier-Division
  - 78. Sturm-Division

15 juillet 1944
- Sperr-Gruppe General Weidling (VI. Armeekorps)
  - 50. Infanterie-Division
  - Gruppe Generalleutnant Flörke
  - Gruppe Graf von Gottberg
  - 5. Panzer-Division
  - 3. SS-Panzer-Division “Totenkopf”
- XXXIX. Panzerkorps
  - 221. Sicherungs-Division
  - 170. Infanterie-Division
  - 131. Infanterie-Division
  - 7. Panzer-Division

31 août 1944
- VI. Armeekorps
  - 286. Sicherungs-Division
  - 50. Infanterie-Division
  - 562. Grenadier-Division
- XXXXI. Panzerkorps
  - Korps-Abteilung G (Divisionsgruppen 260, 299, 337)
  - 542. Infanterie-Division
  - 170. Infanterie-Division
- XXVII. Armeekorps
  - 131. Infanterie-Division + 196. Infanterie-Division
  - 547. Grenadier-Division

28 septembre 1944
- À la disposition de la 4e armée
  - Panzer-Brigade 103
- LV. Armeekorps
  - 28. Jäger-Division
  - 562. Grenadier-Division
  - 367. Infanterie-Division
- VI. Armeekorps
  - 203 Sicherungs-Division
  - 286. Sicherungs-Division
  - 50. Infanterie-Division
  - Gruppe Oberstleutnant Danz
- XXXXI. Panzerkorps
  - 299. Infanterie-Division
  - 558. Grenadier-Division
  - 170. Infanterie-Division
- XXVII. Armeekorps
  - 131. Infanterie-Division
  - 547. Grenadier-Division
  - 561. Grenadier-Division
- XXVI. Armeekorps
  - 549. Grenadier-Division
  - Gruppe Oberstleutnant Schirmer (Fallschirmjäger-Regiment 16 + Begleit-Regiment “Hermann Göring”)
  - 1. Infanterie-Division
  - 56. Infanterie-Division

13 octobre 1944
- À la disposition de la 4e armée
  - 4. Kavallerie-Brigade
  - Panzer-Brigade 103
- LV. Armeekorps
  - 28. Jäger-Division
  - 562. Volks-Grenadier-Division
  - 367. Infanterie-Division
- VI. Armeekorps
  - 203 Sicherungs-Division
  - 286. Sicherungs-Division
  - 50. Infanterie-Division
  - Gruppe Oberst Hannibal (Polizei)
- XXXXI. Panzerkorps
  - 3. Kavallerie-Brigade
  - 558. Volks-Grenadier-Division
  - 170. Infanterie-Division
- XXVII. Armeekorps
  - 131. Infanterie-Division
  - 547. Volks-Grenadier-Division
  - 561. Volks-Grenadier-Division
  - 549. Volks-Grenadier-Division
- XXVI. Armeekorps
  - 1. Infanterie-Division
  - 349. Volks-Grenadier-Division
  - 56. Infanterie-Division

31 décembre 1944
- À la disposition de la 4e armée
  - 5. Panzer-Division
  - Fallschirm-Panzer-Division 1 “Hermann Göring”
- LV. Armeekorps
  - 547. Volks-Grenadier-Division
  - 562. Volks-Grenadier-Division
  - 203. Infanterie-Division
- VI. Armeekorps
  - 541. Volks-Grenadier-Division
  - Gruppe Oberst Hannibal (Polizei)
  - 131. Infanterie-Division
  - 558. Volks-Grenadier-Division
- XXXXI. Panzerkorps
  - 170. Infanterie-Division
  - 367. Infanterie-Division
  - 50. Infanterie-Division
  - 28. Jäger-Division
  - 21. Infanterie-Division
- Fallschirm-Panzerkorps “Hermann Göring”
  - Fallschirm-Panzergrenadier-Division 2 “Hermann Göring”
  - 61. Infanterie-Division

1er mars 1945
- Kommandant Frische Nehrung
  - Stab 129. Infanterie-Division
- XXVI. Armeekorps
  - 14. Infanterie-Division
  - 28. Jäger-Division
  - 349. Volks-Grenadier-Division
  - 24. Panzer-Division + 299. Infanterie-Division
- VI. Armeekorps
  - Kampfgruppe 131. Infanterie-Division + 10. Radfahr-Jäger-Brigade
  - Kampfgruppe 541. Volks-Grenadier-Division
  - Kampfgruppe 61. Infanterie-Division
  - 18. Panzer-Grenadier-Division
- XX. Armeekorps
  - Kampfgruppe 558. Volks-Grenadier-Division
  - Kampfgruppe 21. Infanterie-Division
  - Kampfgruppe 102. Infanterie-Division
  - Kampfgruppe 292. Infanterie-Division + 129. Infanterie-Division
- XXXXI. Panzerkorps
  - Kampfgruppe Hauser
  - Divisionsstab z.b.V. 605
  - 56. Infanterie-Division
  - Kampfgruppe 170. Infanterie-Division
- Fallschirm-Panzerkorps “Hermann Göring”
  - 562. Volks-Grenadier-Division
  - 50. Infanterie-Division
  - Fallschirm-Panzergrenadier-Division 2 “Hermann Göring”
  - Panzer-Grenadier-Division “Großdeutschland”

31 mars 1945
- À la disposition de la 4e armée
  - 50. Infanterie-Division
- VI. Armeekorps
  - Kampfgruppe 102. Infanterie-Division
  - Kampfgruppe 24. Panzer-Division
  - Gruppe Generalmajor Koetz (Stab 349. Volks-Grenadier-Division)
- XX. Armeekorps
  - Kampfgruppe 131. Infanterie-Division
  - Kampfgruppe 61. Infanterie-Division
  - Kampfgruppe 21. Infanterie-Division
  - Kampfgruppe 14. Infanterie-Division
  - Kampfgruppe 292. Infanterie-Division + 56. Infanterie-Division
- XXXXI. Panzerkorps
  - Kampfgruppe 170. Infanterie-Division
  - Kampfgruppe Fallschirm-Panzergrenadier-Division 2 “Hermann Göring” + Kampfgruppe 28. Jäger-Division
  - 562. Volks-Grenadier-Division
  - Panzer-Grenadier-Division “Großdeutschland”